# 小行星6348
小行星6348（英語：6348）是一颗围绕太阳公转的小行星。1995年2月3日，上田清二、金田宏在钏路市发现了此天体。
这颗小行星的绝对星等为96.74285等。